# Масляк Ярослав Іван
Ярослав Іван Масляк (англ. Jaroslaw Ivan Maslak, англ. Jaroslaw Maslak, літ. псевдонім Грицько Волокита, 14 лютого 1909, Бережани — 17 липня 1996, Сідней) — український театральний, культурний і громадський діяч, письменник-гуморист, музиколог, член ОУН. Голова Союз Українських студентських організацій під Польщею (СУСОП). Пластун.
Член Об'єднання Українських письменників «Слово».

## Життєпис
У Львові закінчив гімназію[яку?] (1929), вивчав ветеринарію, право; випускник фотографічної школи при Львівському університеті та член Українського фотографічного товариства і редколегії журналу цього товариства «Світло і Тінь». З 1937 р. — керівник студентської драматичної секції. Співпрацював із театром малих форм «Веселий Львів».
За приналежність до ОУН був ув'язнений у Львові в «Бригідках» та в Березі Картузькій. У 1940—1944 роках працював в Українському Допомоговому Комітеті в Кракові і Ярославі, а 1944—1945 у тижневику «Земля» (Плауен, Західня Німеччина). Керівник українських таборових театрів у Мангаймі та Ельванґені, Західня Німеччина.

### Австралія
Виїхав і прибув до Австралії 29 квітня 1949 разом із дружиною Іриною і дочкою Дарією і поселився в Сіднеї. Працював як юрист (магістр права). 20 років очолював українознавчі та педагогічні курси. Автор рецензій і фейлетонів у часописах «Вільна думка» (Сідней), «Церква і Життя» (Мельбурн), «Новий обрій» (Мельбурн) і «Нові дні» (Торонто). Член НТШ, Об'єднання письменників «Слово». Голова Української Шкільної Ради в НПВ. Голова Об'єднання українських католицьких організацій Австралії та управитель Братської Школи св. Андрія в Лідкомбі.
Займався українським театром легкого жанру як організатор, режисер і драматург. 1950 року вперше влаштував театр Українське мистецьке товариство у Сіднеї. 1957-го став керівником Гуртка прихильників сцени, а 1974—1985 — «Летючої Естради». Написав комедію «Моя дочка Шкаралупа» (1952), п'єску для дітей «Найкраща мати» (1970), низку одноактівок і скетчів та збірка прозових і драм, творів «Дар любови» (Мельбурн, 1983).
Деякі архіви Ярослава Масляка збережені в Державній бібліотеці Нового Південного Уельсу (State Library of New South Wales).
Похований на цвинтарі Руквуд в Сіднеї.

## Творчість
Автор комедії «Моя дочка Шкаралупа» (1952), п'єса з часів УПА на 1 дію «Стежа зв'язку» (1967), п'єси для дітей «Найкраща мати» (1970), збірки прозових творів «Дар любові» (1983) та ін.
Окремі видання
- Масляк Ярослав. Стежа зв'язку [Архівовано 29 травня 2015 у Wayback Machine.] // Новий обрій — Ч. 3 — Мельбурн: Вид. «Ластівка», 1967. —С. 77-86
- Волокита Грицько. Дар любові. Гуморески, фейлетони, драм. скетчі, п'єса [Архівовано 29 травня 2015 у Wayback Machine.]. — Мельбурн: Просвіта, 1983. — 208 с.
- Масляк Ярослав. Моя співпраця з «Вільною думкою» // Альманах українського життя в Австралії [Архівовано 23 липня 2015 у Wayback Machine.]. Видання українського часопису «Вільна думка» та Фундації українознавчих студій в Австралії. — Сідней, 1994. — С. 187.